# Paprotnia (gromada w powiecie łaskim)
Paprotnia – dawna gromada, czyli najmniejsza jednostka podziału terytorialnego Polskiej Rzeczypospolitej Ludowej w latach 1954–1972.
Gromady, z gromadzkimi radami narodowymi (GRN) jako organami władzy najniższego stopnia na wsi, funkcjonowały od reformy reorganizującej administrację wiejską przeprowadzonej jesienią 1954 do momentu ich zniesienia z dniem 1 stycznia 1973, tym samym wypierając organizację gminną w latach 1954–1972.
Gromadę Paprotnia siedzibą GRN we Paprotni utworzono – jako jedną z 8759 gromad na obszarze Polski – w powiecie łaskim w woj. łódzkim, na mocy uchwały nr 31/54 WRN w Łodzi z dnia 4 października 1954. W skład jednostki weszły obszary dotychczasowych gromad Młodawin Górny, Młodawin-Wygiełzów, Nowe Miasto, Paprotnia, Ptaszkowice, Paprockie Holendry i Swędzieniejewice (z wyłączeniem przysiółka Kresy) ze zniesionej gminy Zapolice w tymże powiecie. Dla gromady ustalono 20 członków gromadzkiej rady narodowej.
1 stycznia 1959 z gromady Paprotnia wyłączono wieś i parcelę Ptaszkowice włączając je do gromady Zapolice w tymże powiecie.
Gromadę zniesiono 1 lipca 1968, a jej obszar włączono do gromad: Zapolice (parc. Adamów, wieś Marzynek, kol. i parc. Młodawin Dolny, wieś, kol. i parc. Młodawin Górny, wieś Nowe Miasto, wieś i parc. Paprotnia, kol. Paprotnia Marzyńska oraz wieś Paprockie Holendry) i Marzenin (kolonię i parcelę Swędzieniejewice).